# 1782
Portal Geschichte | Portal Biografien | Aktuelle Ereignisse | Jahreskalender | Tagesartikel

◄ |
17. Jahrhundert |
18. Jahrhundert
| 19. Jahrhundert | ►

◄ |
1750er |
1760er |
1770er |
1780er
| 1790er | 1800er | 1810er | ►

◄◄ |
◄ |
1778 |
1779 |
1780 |
1781 |
1782
| 1783 | 1784 | 1785 | 1786 | ► | ►►
Staatsoberhäupter  · Nekrolog  · Literaturjahr · Musikjahr
| Januar | Januar | Januar | Januar | Januar | Januar | Januar | Januar |
| Kw     | Mo     | Di     | Mi     | Do     | Fr     | Sa     | So     |
| ------ | ------ | ------ | ------ | ------ | ------ | ------ | ------ |
| 1      |        | 1      | 2      | 3      | 4      | 5      | 6      |
| 2      | 7      | 8      | 9      | 10     | 11     | 12     | 13     |
| 3      | 14     | 15     | 16     | 17     | 18     | 19     | 20     |
| 4      | 21     | 22     | 23     | 24     | 25     | 26     | 27     |
| 5      | 28     | 29     | 30     | 31     |        |        |        |

| Februar | Februar | Februar | Februar | Februar | Februar | Februar | Februar |
| Kw      | Mo      | Di      | Mi      | Do      | Fr      | Sa      | So      |
| ------- | ------- | ------- | ------- | ------- | ------- | ------- | ------- |
| 5       |         |         |         |         | 1       | 2       | 3       |
| 6       | 4       | 5       | 6       | 7       | 8       | 9       | 10      |
| 7       | 11      | 12      | 13      | 14      | 15      | 16      | 17      |
| 8       | 18      | 19      | 20      | 21      | 22      | 23      | 24      |
| 9       | 25      | 26      | 27      | 28      |         |         |         |

| März | März | März | März | März | März | März | März |
| Kw   | Mo   | Di   | Mi   | Do   | Fr   | Sa   | So   |
| ---- | ---- | ---- | ---- | ---- | ---- | ---- | ---- |
| 9    |      |      |      |      | 1    | 2    | 3    |
| 10   | 4    | 5    | 6    | 7    | 8    | 9    | 10   |
| 11   | 11   | 12   | 13   | 14   | 15   | 16   | 17   |
| 12   | 18   | 19   | 20   | 21   | 22   | 23   | 24   |
| 13   | 25   | 26   | 27   | 28   | 29   | 30   | 31   |

| April | April | April | April | April | April | April | April |
| Kw    | Mo    | Di    | Mi    | Do    | Fr    | Sa    | So    |
| ----- | ----- | ----- | ----- | ----- | ----- | ----- | ----- |
| 14    | 1     | 2     | 3     | 4     | 5     | 6     | 7     |
| 15    | 8     | 9     | 10    | 11    | 12    | 13    | 14    |
| 16    | 15    | 16    | 17    | 18    | 19    | 20    | 21    |
| 17    | 22    | 23    | 24    | 25    | 26    | 27    | 28    |
| 18    | 29    | 30    |       |       |       |       |       |

| Mai | Mai | Mai | Mai | Mai | Mai | Mai | Mai |
| Kw  | Mo  | Di  | Mi  | Do  | Fr  | Sa  | So  |
| 18  |     |     | 1   | 2   | 3   | 4   | 5   |
| 19  | 6   | 7   | 8   | 9   | 10  | 11  | 12  |
| 20  | 13  | 14  | 15  | 16  | 17  | 18  | 19  |
| 21  | 20  | 21  | 22  | 23  | 24  | 25  | 26  |
| 22  | 27  | 28  | 29  | 30  | 31  |     |     |
| --- | --- | --- | --- | --- | --- | --- | --- |

| Juni | Juni | Juni | Juni | Juni | Juni | Juni | Juni |
| Kw   | Mo   | Di   | Mi   | Do   | Fr   | Sa   | So   |
| ---- | ---- | ---- | ---- | ---- | ---- | ---- | ---- |
| 22   |      |      |      |      |      | 1    | 2    |
| 23   | 3    | 4    | 5    | 6    | 7    | 8    | 9    |
| 24   | 10   | 11   | 12   | 13   | 14   | 15   | 16   |
| 25   | 17   | 18   | 19   | 20   | 21   | 22   | 23   |
| 26   | 24   | 25   | 26   | 27   | 28   | 29   | 30   |

| Juli | Juli | Juli | Juli | Juli | Juli | Juli | Juli |
| Kw   | Mo   | Di   | Mi   | Do   | Fr   | Sa   | So   |
| ---- | ---- | ---- | ---- | ---- | ---- | ---- | ---- |
| 27   | 1    | 2    | 3    | 4    | 5    | 6    | 7    |
| 28   | 8    | 9    | 10   | 11   | 12   | 13   | 14   |
| 29   | 15   | 16   | 17   | 18   | 19   | 20   | 21   |
| 30   | 22   | 23   | 24   | 25   | 26   | 27   | 28   |
| 31   | 29   | 30   | 31   |      |      |      |      |

| August | August | August | August | August | August | August | August |
| Kw     | Mo     | Di     | Mi     | Do     | Fr     | Sa     | So     |
| ------ | ------ | ------ | ------ | ------ | ------ | ------ | ------ |
| 31     |        |        |        | 1      | 2      | 3      | 4      |
| 32     | 5      | 6      | 7      | 8      | 9      | 10     | 11     |
| 33     | 12     | 13     | 14     | 15     | 16     | 17     | 18     |
| 34     | 19     | 20     | 21     | 22     | 23     | 24     | 25     |
| 35     | 26     | 27     | 28     | 29     | 30     | 31     |        |

| September | September | September | September | September | September | September | September |
| Kw        | Mo        | Di        | Mi        | Do        | Fr        | Sa        | So        |
| --------- | --------- | --------- | --------- | --------- | --------- | --------- | --------- |
| 35        |           |           |           |           |           |           | 1         |
| 36        | 2         | 3         | 4         | 5         | 6         | 7         | 8         |
| 37        | 9         | 10        | 11        | 12        | 13        | 14        | 15        |
| 38        | 16        | 17        | 18        | 19        | 20        | 21        | 22        |
| 39        | 23        | 24        | 25        | 26        | 27        | 28        | 29        |
| 40        | 30        |           |           |           |           |           |           |

| Oktober | Oktober | Oktober | Oktober | Oktober | Oktober | Oktober | Oktober |
| Kw      | Mo      | Di      | Mi      | Do      | Fr      | Sa      | So      |
| ------- | ------- | ------- | ------- | ------- | ------- | ------- | ------- |
| 40      |         | 1       | 2       | 3       | 4       | 5       | 6       |
| 41      | 7       | 8       | 9       | 10      | 11      | 12      | 13      |
| 42      | 14      | 15      | 16      | 17      | 18      | 19      | 20      |
| 43      | 21      | 22      | 23      | 24      | 25      | 26      | 27      |
| 44      | 28      | 29      | 30      | 31      |         |         |         |

| November | November | November | November | November | November | November | November |
| Kw       | Mo       | Di       | Mi       | Do       | Fr       | Sa       | So       |
| -------- | -------- | -------- | -------- | -------- | -------- | -------- | -------- |
| 44       |          |          |          |          | 1        | 2        | 3        |
| 45       | 4        | 5        | 6        | 7        | 8        | 9        | 10       |
| 46       | 11       | 12       | 13       | 14       | 15       | 16       | 17       |
| 47       | 18       | 19       | 20       | 21       | 22       | 23       | 24       |
| 48       | 25       | 26       | 27       | 28       | 29       | 30       |          |

| Dezember | Dezember | Dezember | Dezember | Dezember | Dezember | Dezember | Dezember |
| Kw       | Mo       | Di       | Mi       | Do       | Fr       | Sa       | So       |
| -------- | -------- | -------- | -------- | -------- | -------- | -------- | -------- |
| 48       |          |          |          |          |          |          | 1        |
| 49       | 2        | 3        | 4        | 5        | 6        | 7        | 8        |
| 50       | 9        | 10       | 11       | 12       | 13       | 14       | 15       |
| 51       | 16       | 17       | 18       | 19       | 20       | 21       | 22       |
| 52       | 23       | 24       | 25       | 26       | 27       | 28       | 29       |
| 1        | 30       | 31       |          |          |          |          |          |

| Januar | Januar | Januar | Januar | Januar | Januar | Januar | Januar |
| Kw     | Mo     | Di     | Mi     | Do     | Fr     | Sa     | So     |
| ------ | ------ | ------ | ------ | ------ | ------ | ------ | ------ |
| 1      |        | 1      | 2      | 3      | 4      | 5      | 6      |
| 2      | 7      | 8      | 9      | 10     | 11     | 12     | 13     |
| 3      | 14     | 15     | 16     | 17     | 18     | 19     | 20     |
| 4      | 21     | 22     | 23     | 24     | 25     | 26     | 27     |
| 5      | 28     | 29     | 30     | 31     |        |        |        |

| Februar | Februar | Februar | Februar | Februar | Februar | Februar | Februar |
| Kw      | Mo      | Di      | Mi      | Do      | Fr      | Sa      | So      |
| ------- | ------- | ------- | ------- | ------- | ------- | ------- | ------- |
| 5       |         |         |         |         | 1       | 2       | 3       |
| 6       | 4       | 5       | 6       | 7       | 8       | 9       | 10      |
| 7       | 11      | 12      | 13      | 14      | 15      | 16      | 17      |
| 8       | 18      | 19      | 20      | 21      | 22      | 23      | 24      |
| 9       | 25      | 26      | 27      | 28      |         |         |         |

| März | März | März | März | März | März | März | März |
| Kw   | Mo   | Di   | Mi   | Do   | Fr   | Sa   | So   |
| ---- | ---- | ---- | ---- | ---- | ---- | ---- | ---- |
| 9    |      |      |      |      | 1    | 2    | 3    |
| 10   | 4    | 5    | 6    | 7    | 8    | 9    | 10   |
| 11   | 11   | 12   | 13   | 14   | 15   | 16   | 17   |
| 12   | 18   | 19   | 20   | 21   | 22   | 23   | 24   |
| 13   | 25   | 26   | 27   | 28   | 29   | 30   | 31   |

| April | April | April | April | April | April | April | April |
| Kw    | Mo    | Di    | Mi    | Do    | Fr    | Sa    | So    |
| ----- | ----- | ----- | ----- | ----- | ----- | ----- | ----- |
| 14    | 1     | 2     | 3     | 4     | 5     | 6     | 7     |
| 15    | 8     | 9     | 10    | 11    | 12    | 13    | 14    |
| 16    | 15    | 16    | 17    | 18    | 19    | 20    | 21    |
| 17    | 22    | 23    | 24    | 25    | 26    | 27    | 28    |
| 18    | 29    | 30    |       |       |       |       |       |

| Mai | Mai | Mai | Mai | Mai | Mai | Mai | Mai |
| Kw  | Mo  | Di  | Mi  | Do  | Fr  | Sa  | So  |
| 18  |     |     | 1   | 2   | 3   | 4   | 5   |
| 19  | 6   | 7   | 8   | 9   | 10  | 11  | 12  |
| 20  | 13  | 14  | 15  | 16  | 17  | 18  | 19  |
| 21  | 20  | 21  | 22  | 23  | 24  | 25  | 26  |
| 22  | 27  | 28  | 29  | 30  | 31  |     |     |
| --- | --- | --- | --- | --- | --- | --- | --- |

| Juni | Juni | Juni | Juni | Juni | Juni | Juni | Juni |
| Kw   | Mo   | Di   | Mi   | Do   | Fr   | Sa   | So   |
| ---- | ---- | ---- | ---- | ---- | ---- | ---- | ---- |
| 22   |      |      |      |      |      | 1    | 2    |
| 23   | 3    | 4    | 5    | 6    | 7    | 8    | 9    |
| 24   | 10   | 11   | 12   | 13   | 14   | 15   | 16   |
| 25   | 17   | 18   | 19   | 20   | 21   | 22   | 23   |
| 26   | 24   | 25   | 26   | 27   | 28   | 29   | 30   |

| Juli | Juli | Juli | Juli | Juli | Juli | Juli | Juli |
| Kw   | Mo   | Di   | Mi   | Do   | Fr   | Sa   | So   |
| ---- | ---- | ---- | ---- | ---- | ---- | ---- | ---- |
| 27   | 1    | 2    | 3    | 4    | 5    | 6    | 7    |
| 28   | 8    | 9    | 10   | 11   | 12   | 13   | 14   |
| 29   | 15   | 16   | 17   | 18   | 19   | 20   | 21   |
| 30   | 22   | 23   | 24   | 25   | 26   | 27   | 28   |
| 31   | 29   | 30   | 31   |      |      |      |      |

| August | August | August | August | August | August | August | August |
| Kw     | Mo     | Di     | Mi     | Do     | Fr     | Sa     | So     |
| ------ | ------ | ------ | ------ | ------ | ------ | ------ | ------ |
| 31     |        |        |        | 1      | 2      | 3      | 4      |
| 32     | 5      | 6      | 7      | 8      | 9      | 10     | 11     |
| 33     | 12     | 13     | 14     | 15     | 16     | 17     | 18     |
| 34     | 19     | 20     | 21     | 22     | 23     | 24     | 25     |
| 35     | 26     | 27     | 28     | 29     | 30     | 31     |        |

| September | September | September | September | September | September | September | September |
| Kw        | Mo        | Di        | Mi        | Do        | Fr        | Sa        | So        |
| --------- | --------- | --------- | --------- | --------- | --------- | --------- | --------- |
| 35        |           |           |           |           |           |           | 1         |
| 36        | 2         | 3         | 4         | 5         | 6         | 7         | 8         |
| 37        | 9         | 10        | 11        | 12        | 13        | 14        | 15        |
| 38        | 16        | 17        | 18        | 19        | 20        | 21        | 22        |
| 39        | 23        | 24        | 25        | 26        | 27        | 28        | 29        |
| 40        | 30        |           |           |           |           |           |           |

| Oktober | Oktober | Oktober | Oktober | Oktober | Oktober | Oktober | Oktober |
| Kw      | Mo      | Di      | Mi      | Do      | Fr      | Sa      | So      |
| ------- | ------- | ------- | ------- | ------- | ------- | ------- | ------- |
| 40      |         | 1       | 2       | 3       | 4       | 5       | 6       |
| 41      | 7       | 8       | 9       | 10      | 11      | 12      | 13      |
| 42      | 14      | 15      | 16      | 17      | 18      | 19      | 20      |
| 43      | 21      | 22      | 23      | 24      | 25      | 26      | 27      |
| 44      | 28      | 29      | 30      | 31      |         |         |         |

| November | November | November | November | November | November | November | November |
| Kw       | Mo       | Di       | Mi       | Do       | Fr       | Sa       | So       |
| -------- | -------- | -------- | -------- | -------- | -------- | -------- | -------- |
| 44       |          |          |          |          | 1        | 2        | 3        |
| 45       | 4        | 5        | 6        | 7        | 8        | 9        | 10       |
| 46       | 11       | 12       | 13       | 14       | 15       | 16       | 17       |
| 47       | 18       | 19       | 20       | 21       | 22       | 23       | 24       |
| 48       | 25       | 26       | 27       | 28       | 29       | 30       |          |

| Dezember | Dezember | Dezember | Dezember | Dezember | Dezember | Dezember | Dezember |
| Kw       | Mo       | Di       | Mi       | Do       | Fr       | Sa       | So       |
| -------- | -------- | -------- | -------- | -------- | -------- | -------- | -------- |
| 48       |          |          |          |          |          |          | 1        |
| 49       | 2        | 3        | 4        | 5        | 6        | 7        | 8        |
| 50       | 9        | 10       | 11       | 12       | 13       | 14       | 15       |
| 51       | 16       | 17       | 18       | 19       | 20       | 21       | 22       |
| 52       | 23       | 24       | 25       | 26       | 27       | 28       | 29       |
| 1        | 30       | 31       |          |          |          |          |          |

## Ereignisse

### Politik und Weltgeschehen

#### Amerikanischer Unabhängigkeitskrieg

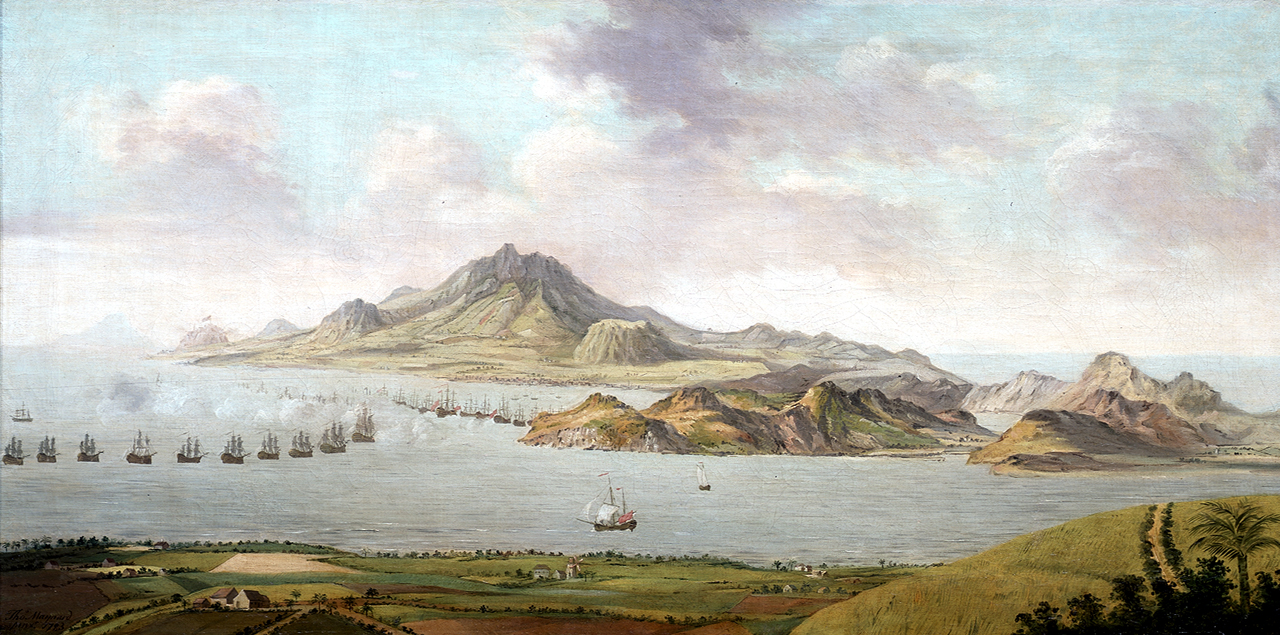
Seeschlacht von St. Kitts, Thomas Maynard (1783)

- 25./26. Januar: Die Seeschlacht von St. Kitts in Westindien zwischen einer britischen und einer französischen Flotte endet mit einem Sieg der Briten unter Samuel Hood, 1. Viscount Hood. Trotzdem gelingt den Franzosen unter François Joseph Paul de Grasse die Eroberung der Insel St. Kitts.
- 8. März: Beim Gnadenhütten-Massaker von Ohio erschlagen amerikanische Soldaten 96 christliche Indianer, die zwischen die Fronten des Amerikanischen Unabhängigkeitskrieges geraten sind.

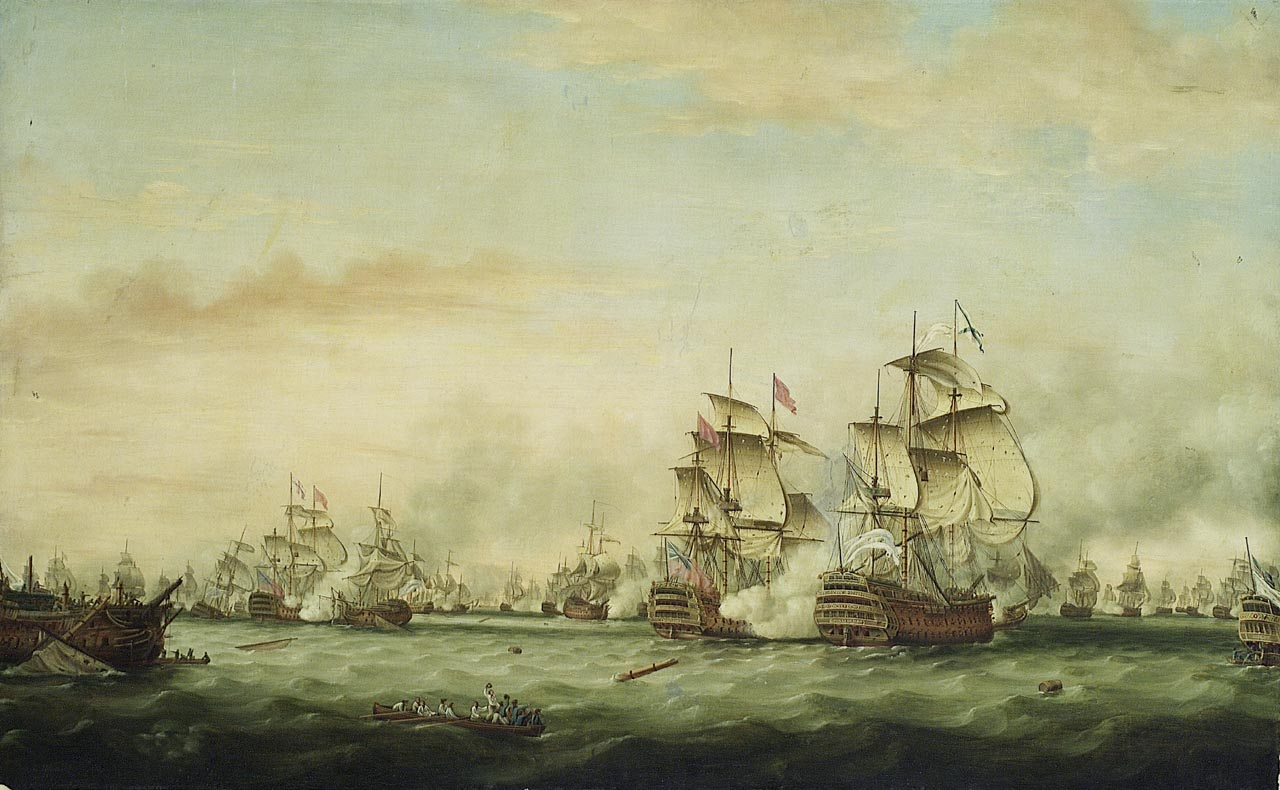
Die Schlacht von The Saintes, Thomas Whitcombe (1783)

- 12. April: Bei der karibischen Inselgruppe Îles des Saintes kommt es zur Schlacht von Les Saintes, bei der die britische Flotte unter George Brydges Rodney, 1. Baron Rodney die Franzosen unter François Joseph Paul de Grasse besiegt. Damit endet die französische Bedrohung der British West Indies.
- 25. Mai bis 12. Juni: Crawford-Feldzug
- 30. November: Zwischen den dreizehn nordamerikanischen Kolonien und der britischen Krone wird ein vorläufiges Friedensübereinkommen zur Beendigung des Amerikanischen Unabhängigkeitskrieges unterzeichnet.

#### Heiliges Römisches Reich
- 15. Januar: Joseph II. hebt die Leibeigenschaft in den Österreichischen Erblanden auf.
- 2. November: Kaiser Joseph II. erlässt im Rahmen des Josephinismus das Toleranzpatent für die Juden, das ihnen bessere wirtschaftliche Betätigung eröffnet und Beschränkungen in der Religionsausübung aufhebt.

#### Weitere Ereignisse in Europa
- 1. Juli: Der Dress Act, mit dem in Schottland das Tragen von Plaid und Kilt sowie die Verwendung von Tartans verboten wurde, wird aufgehoben
- Englisch-Niederländischer Krieg (1780–1784)

#### Asien

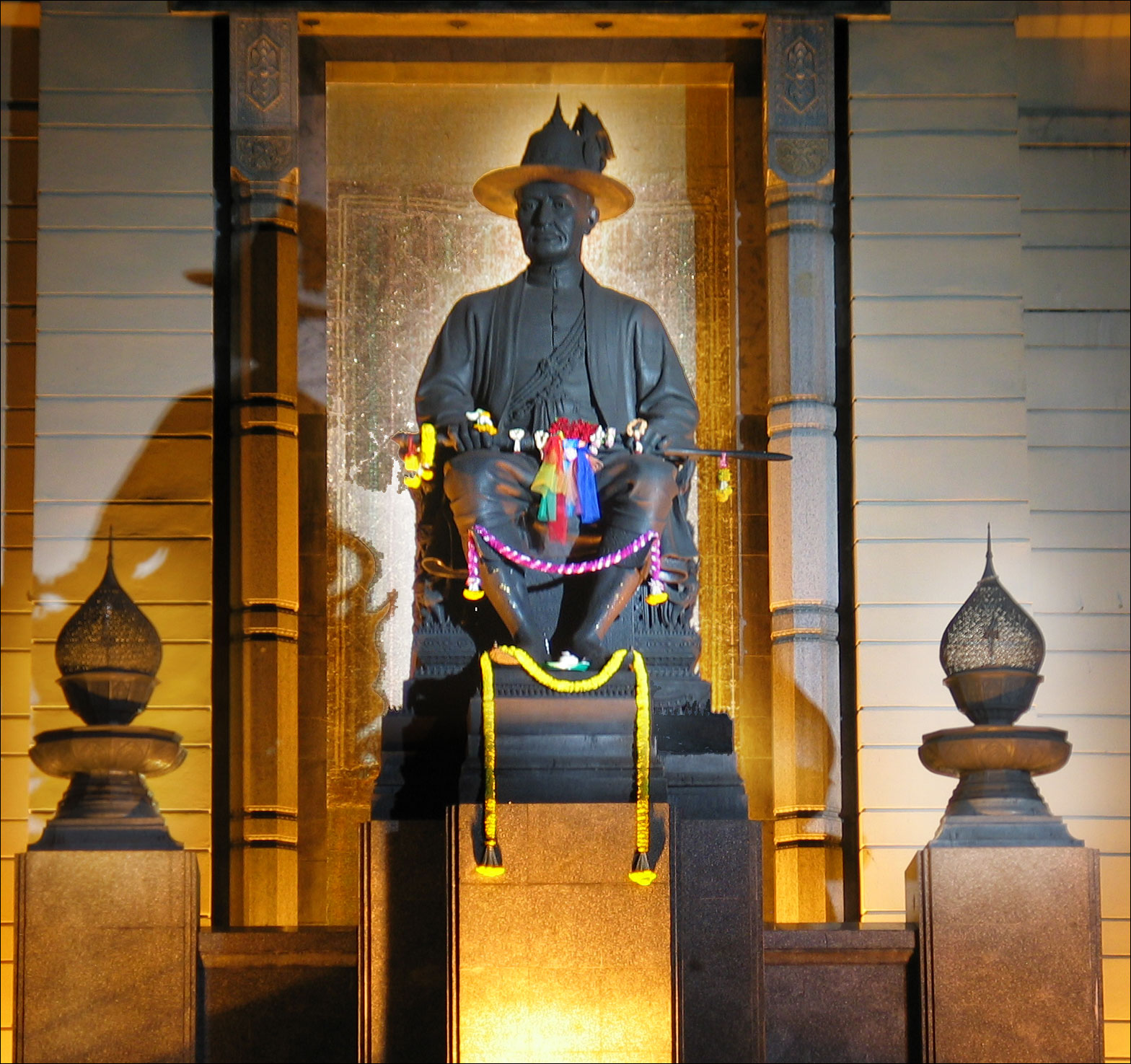
Statue König Ramas I. an der Memorial Bridge, Bangkok

- 6. April: König Taksin wird nach einer Rebellion hingerichtet, Rama I. besteigt als König den Thron von Siam und begründet die Chakri-Dynastie.
- 21. April: König Rama I. verlegt den Regierungssitz von Thonburi nach Rattanakosin auf das gegenüberliegende Flussufer, und beginnt das Gebiet gemeinsam mit dem Dorf Bang Kok zur Hauptstadt des Königreichs Siam auszubauen.

### Wirtschaft
- 7. Januar: Die private Bank of North America nimmt als erstes kommerzielles Kreditinstitut und als erste Zentralbank in den Vereinigten Staaten ihre Arbeit auf.
- 2. Juni: In Madrid wird mit Erlaubnis und unter dem Patronat von König Karl III. die Banco Nacional de San Carlos gegründet. Aus ihr entsteht die Zentralbank Banco de España.

### Wissenschaft und Technik
- Kaiser Joseph II. gründet das Institutum Geometrico-Hydrotechnicum in Budapest.
- Der Naturforscher und Mineraloge Franz Joseph Müller von Reichenstein entdeckt das Element Tellur.
- Der Astronom Wilhelm Herschel beginnt gezielt mit der Suche nach nebligen Himmelsobjekten.
- Charles-Joseph Panckoucke beginnt mit der Herausgabe der Encyclopédie méthodique.

### Kultur

#### Musik und Theater

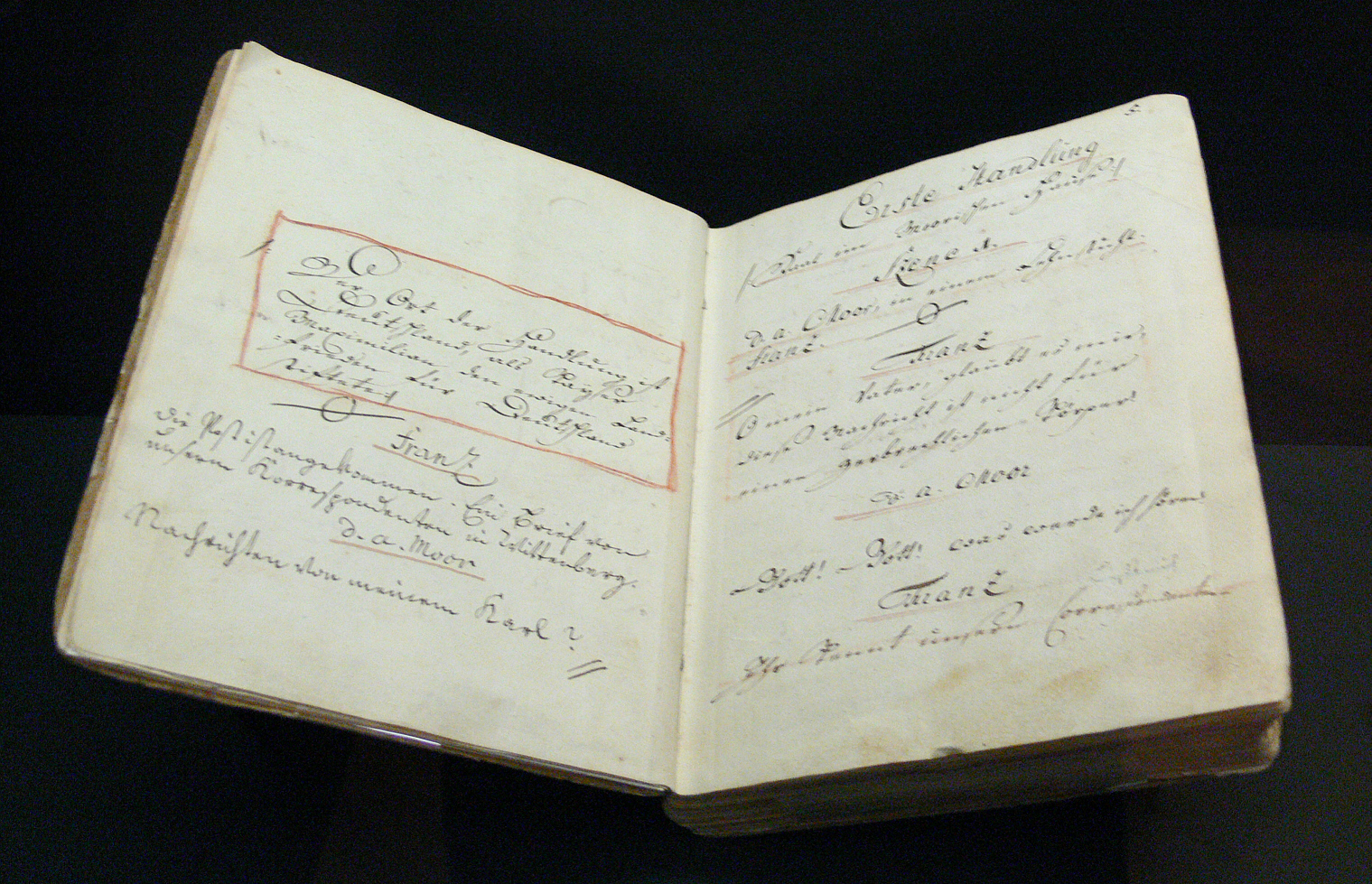
Die Räuber, Soufflierbuch der Mannheimer Uraufführung von 1782

- 13. Januar: Friedrich Schillers Drama Die Räuber wird im Nationaltheater Mannheim uraufgeführt. Das öffentliche Interesse ist groß, da bereits die ein Jahr zuvor erschienene Druckausgabe großes Aufsehen wegen ihrer offenen Kritik am Feudalsystem erregt hat. Theaterdirektor und Regisseur Wolfgang Heribert von Dalberg will die Handlung dadurch entschärfen, dass er sie 300 Jahre in die Vergangenheit verlegt. Hauptdarsteller August Wilhelm Iffland tritt jedoch in der Rolle des Franz Moor mit zeitgenössischer Kleidung auf. Die Aufführung löst einen Skandal aus.
- 25. Januar: Uraufführung der Oper Armida abbandonata von Luigi Cherubini in Florenz
- 16. April: Uraufführung der Oper Adriano in Siria von Luigi Cherubini in Livorno

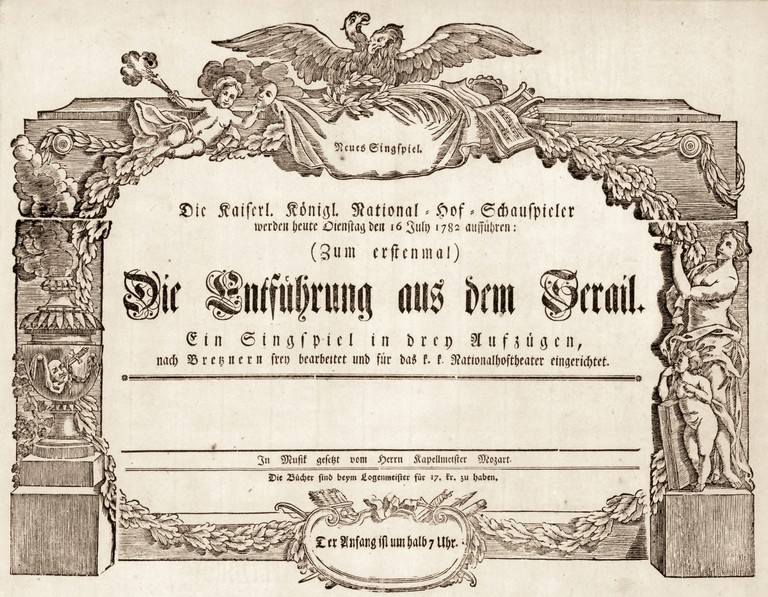
Plakat zur Uraufführung

- 16. Juli: Wolfgang Amadeus Mozarts deutschsprachige komische Oper Die Entführung aus dem Serail hat ihre Uraufführung im Wiener Burgtheater. Das Libretto von Johann Gottlieb Stephanie basiert auf einem Singspiel von Christoph Friedrich Bretzner, der gegen die unautorisierte Umarbeitung seines Werkes protestiert.
- 2. September: Das Comoedienhaus in Frankfurt am Main wird eröffnet.
- 15. September: Die opera buffa Il barbiere di Siviglia von Giovanni Paisiello nach dem Schauspiel Le Barbier de Séville von Pierre Augustin Caron de Beaumarchais hat ihre Uraufführung in St. Petersburg. Das Werk ist äußerst erfolgreich, bis es im 19. Jahrhundert durch Rossinis Vertonung des gleichen Stoffs fast vollständig aus dem Repertoire der Opernbühnen verdrängt wird.
- 30. September: Uraufführung der Oper Cora och Alonzo von Johann Gottlieb Naumann an der Hofoper in Stockholm
- 6. Oktober: Uraufführung der musikalischen Komödie La ballerina amante von Domenico Cimarosa am Teatro dei Fiorentini in Neapel
- 6. Dezember: Die Uraufführung der Oper Orlando paladino (Der Ritter Roland) von Joseph Haydn erfolgt in Esterház. Das Libretto von Nunziato Porta geht auf eine Episode aus dem Weltbestseller Orlando furioso von Ludovico Ariosto aus dem Jahre 1516 zurück. Das Stück – zu einem geplanten, aber nicht erfolgten Besuch des russischen Großfürsten Paul und seiner deutschen Gemahlin Maria Fjodorowna in Anwesenheit von Kaiser Joseph II. geschrieben und inszeniert – wird bald überall in Europa nachgespielt.
- 14. September: Uraufführung der Oper Fra due Littiganti il terzo gode von Giuseppe Sarti am Teatro alla Scala di Milano in Mailand
- Große Messe in c-Moll von Wolfgang Amadeus Mozart
- Das Nibelungenlied erscheint nach Wiederentdeckung im Jahre 1755 in der ersten vollständigen Ausgabe in einem Sammelband von Christoph Heinrich Myller.

### Gesellschaft

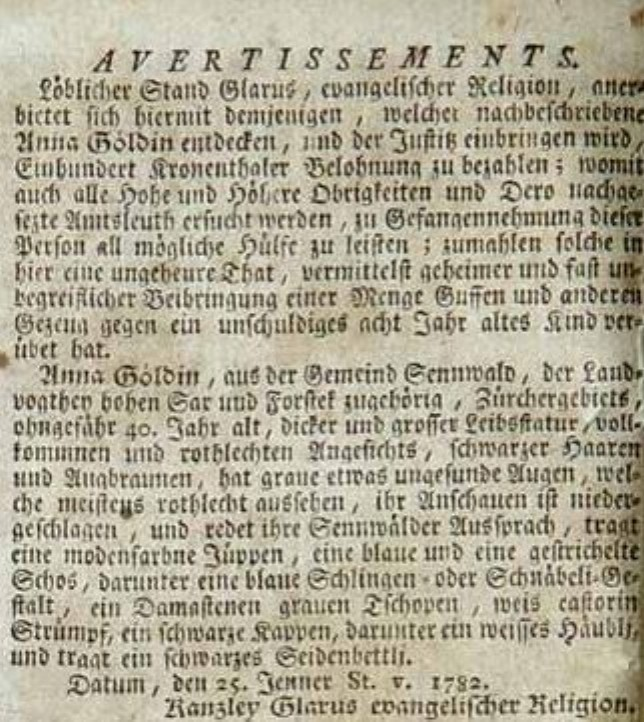
Steckbrief der Anna Göldi in der Zürcher Zeitung vom 9. Februar 1782

- 13. Juni: Anna Göldi wird in Glarus wegen eines angeblichen Giftmordes verurteilt und am gleichen Tag mit dem Schwert hingerichtet. Im Urteil werden die Worte Hexe und Hexerei vermieden, dennoch gilt Göldi als letztes Opfer der Hexenverfolgung in der Schweiz.
- 16. Juli bis 1. September: Beim großen Freimaurer-Konvent in Wilhelmsbad planen 35 hohe Mitglieder der Organisation die zukünftige Struktur der Organisation. Es soll verstärkt wohltätige Arbeit geleistet und der Name der Strikten Observanz geändert werden.
- 4. August: In Wien heiraten Wolfgang Amadeus Mozart und Constanze Weber.
- 3. Oktober: Der Orden des Heiligen Wladimir wird in Russland anlässlich des 20-jährigen Regierungsjubiläums der Zaritza Katharina II. als Verdienstauszeichnung für alle Stände in ursprünglich vier Klassen gestiftet.

### Religion
- 4. Mai: Papst Pius VI. weilt in Augsburg und feiert in der Basilika St. Ulrich und Afra eine Messe.

### Katastrophen
- 4. August: Der britische Ostindienfahrer Grosvenor erleidet vor der südafrikanischen Ostküste Schiffbruch. 15 Menschen kommen bei dem Untergang ums Leben. Nur sechs Überlebende erreichen nach einer Odyssee durch das Hinterland eine niederländische Siedlung.
- 28. August: Das britische Linienschiff Royal George (100 Kanonen) kentert und sinkt, während es im Solent vor Anker liegt. Zwischen 800 und 950 Menschen ertrinken, darunter Vizeadmiral Richard Kempenfelt und eine große Anzahl von Kindern und Frauen. Der Untergang ist bis heute das schwerste Schiffsunglück in Friedenszeiten in der Geschichte der Royal Navy.

## Historische Karten und Ansichten

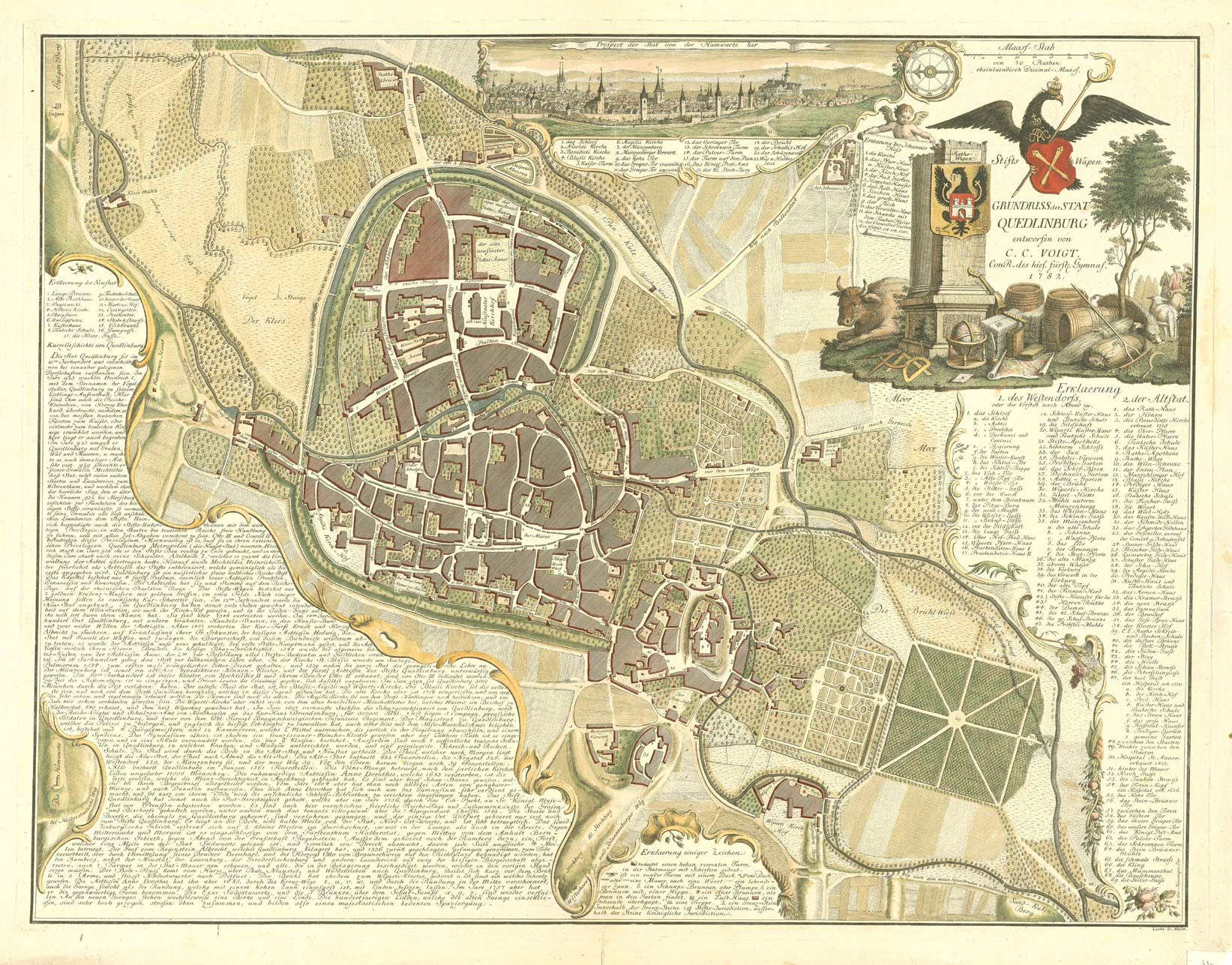
Quedlinburg 1782, gezeichnet von C. C. Voigt (Norden ist links)

## Geboren

### Erstes Quartal
- 01. Januar: Johann Gottfried Abraham Frenzel, deutscher Maler, Kupferstecher und Kunst-Schriftsteller († 1855)
- 03. Januar: Juan José de los Reyes Martínez Amaro (El Pípila), mexikanischer Minenarbeiter und Nationalheld († 1863)
- 04. Januar: Charles K. Williams, US-amerikanischer Politiker († 1853)
- 05. Januar: Robert Morrison, britischer presbyterianischer Missionar in China und Bibelübersetzer († 1834)
- 11. Januar: Sebastian Rinz, deutscher Stadtgärtner in Frankfurt am Main († 1861)
- 14. Januar: Carl Ferdinand Langhans, deutscher Architekt († 1869)
- 15. Januar: Ōkubo Tadazane, Daimyō von Odawara und Rōjū († 1837)
- 18. Januar: Daniel Webster, US-amerikanischer Politiker, US-Senator und Außenminister († 1852)
- 19. Januar: Heinrich August Wilhelm von Bülow, Oberforstmeister († 1839)
- 20. Januar: Josef von Hormayr, österreichischer Geschichtsschreiber († 1848)
- 20. Januar: Erzherzog Johann, österreichischer Prinz († 1859)
- 20. Januar: Adolf Theodor Roscher, deutscher Industrieller († 1861)
- 21. Januar: Jakob Cederström, schwedischer General und Politiker († 1857)
- 25. Januar: Johann Michael Ackner, österreichischer Archäologe und Naturforscher († 1862)
- 26. Januar: Cornelius P. Van Ness, US-amerikanischer Politiker († 1852)
- 29. Januar: Daniel-François-Esprit Auber, französischer Komponist († 1871)
- 31. Januar: Franz Sinesius Weissenbach, Schweizer Jurist und Politiker († 1848)
- 01. Februar: Afanassi Grigorjewitsch Grigorjew, russischer Architekt († 1868)
- 02. Februar: James Chalmers, schottischer Druckereibesitzer und Zeitungsverleger in Dundee († 1853)
- 04. Februar: Carl Heinrich Aster, deutscher Militärschriftsteller († 1855)
- 14. Februar: Johann Werner Henschel, deutscher Bildhauer († 1850)
- 17. Februar: Fjodor Tolstoi, russischer Adeliger, Armeeoffizier, berüchtigter Abenteurer und Duellant († 1846)
- 19. Februar: Pauline von Sagan, Fürstin von Hohenzollern-Hechingen († 1845)
- 23. Februar: John Wilson Campbell, US-amerikanischer Richter und Politiker († 1833)
- 23. Februar: Johann Baptist Emanuel Pohl, österreichischer Botaniker († 1834)
- 04. März: Johann Rudolf Wyss, Schweizer Autor († 1830)
- 07. März: Angelo Mai, italienischer Kardinal und Philologe († 1854)
- 07. März: Franz Sartori, österreichischer Arzt und Schriftsteller († 1832)
- 14. März: Thomas Hart Benton, US-amerikanischer Politiker († 1858)
- 18. März: Johann Ludwig Hartz, deutscher Kaufmann, Ratsherr und Stifter in Leipzig († 1833)
- 17. März: Sophie von Kühn, deutsche Verlobte von Novalis († 1797)
- 18. März: John C. Calhoun, amerikanischer Politiker und Vizepräsident († 1850)
- 25. März: Caroline Bonaparte, Schwester von Napoleon Bonaparte, Königin von Neapel († 1839)
- 24. März: Orest Kiprenski, russischer Maler († 1836)
- 31. März: Samuel Prentiss, US-amerikanischer Politiker († 1857)

### Zweites Quartal
- 17. April: Friedrich Hellwig, deutscher Sänger, Schauspieler und Regisseur († 1825)
- 18. April: August Goldfuß, deutscher Paläontologe und Zoologe († 1848)
- 18. April: Oldwig Anton Leopold von Natzmer, preußischer General († 1861)

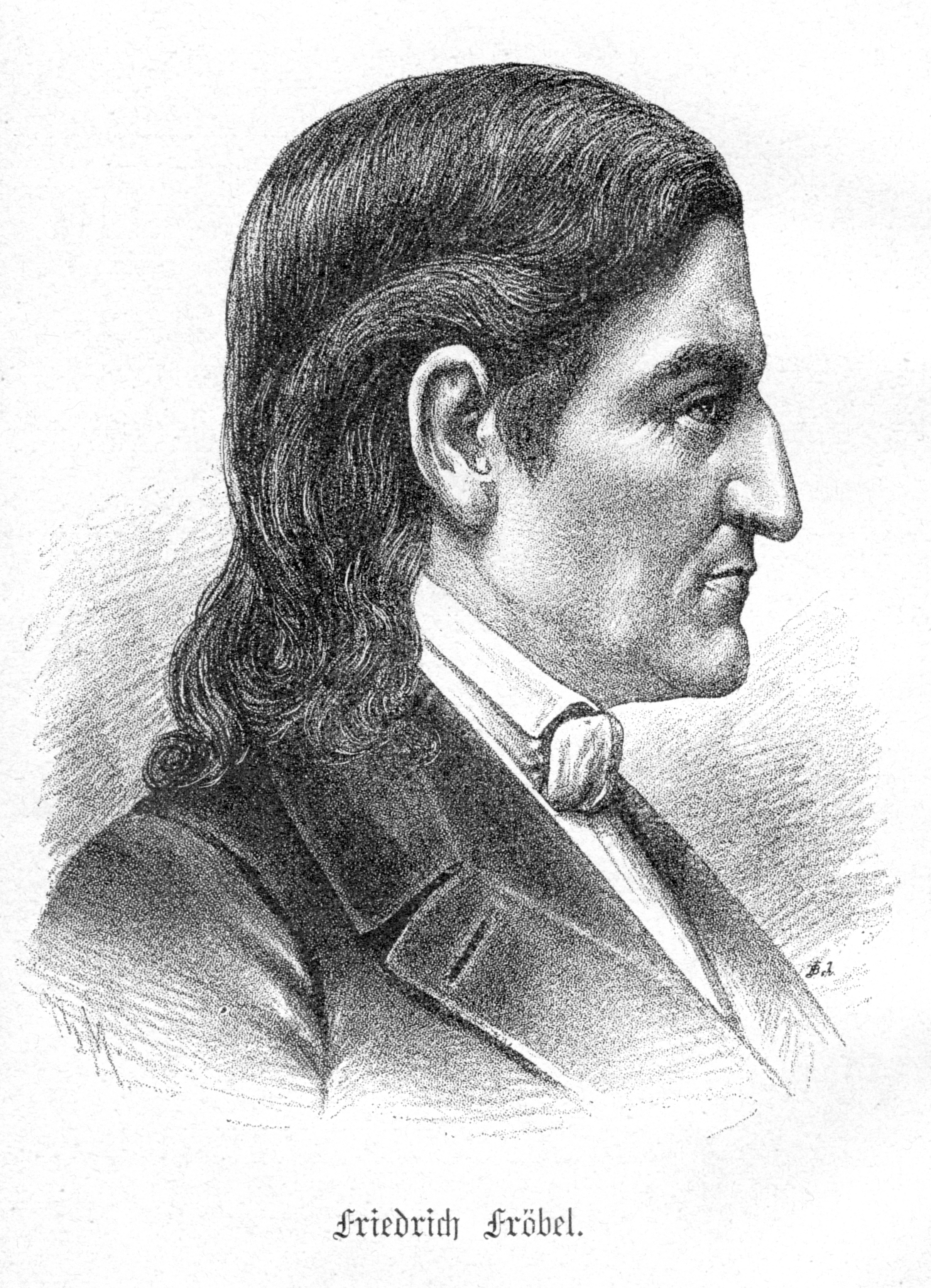
Friedrich Fröbel

- 21. April: Friedrich Fröbel, deutscher Pädagoge († 1852)
- 22. April: Karl Henrik Anckarswärd, schwedischer Oberst und Politiker († 1865)
- 26. April: Maria Amalia von Neapel-Sizilien, Königin der Franzosen († 1866)
- 03. Mai: Pius Alexander Wolff, deutscher Schauspieler und Schriftsteller († 1828)
- 06. Mai: Ernst von Krosigk, preußischer Generalleutnant († 1872)
- 15. Mai: Christoph Bernoulli, Schweizer Naturforscher und Wirtschaftswissenschaftler († 1863)
- 18. Mai: Ludwig Adolf Wilhelm von Lützow, preußischer General († 1834)
- 19. Mai: Iwan Paskewitsch, Warschauer Fürst und russischer Generalfeldmarschall († 1856)
- 22. Mai: Hirose Tansō, japanischer Gelehrter, Pädagoge und Schriftsteller († 1856)
- 23. Mai: Franz Joseph Konstantin Schömann, deutscher Rechtswissenschaftler († 1813)
- 25. Mai: Johann Gottlieb Lehmann, deutscher Pädagoge und Philologe († 1837)
- 26. Mai: Joseph Drechsler, böhmischer Komponist und Musikpädagoge († 1852)
- 30. Mai: Michail Woronzow, russischer Kommandeur, Generalgouverneur, Vizekönig († 1856)
- 04. Juni: Christian Martin Joachim Frähn, deutscher Orientalist und Numismatiker († 1851)
- 09. Juni: Michael von Erdelyi, österreichischer Tierarzt und Hochschullehrer († 1837)
- 16. Juni: Aimée Davout, Ehefrau von Louis-Nicolas Davout und Schwester von Charles Victoire Emmanuel Leclerc († 1868)
- 29. Juni: Hans Christian Lyngbye, färöischer Herausgeber des ersten Buchs in färöischer Sprache († 1837)
- 000Juni: Ludwig von Welden, österreichischer Feldzeugmeister († 1853)

### Drittes Quartal
- 02. Juli: Cesare Arici, italienischer Dichter († 1836)
- 06. Juli: Maria Luisa von Spanien, Königin von Etrurien und Herzogin von Lucca († 1824)
- 14. Juli: Maximilian Joseph von Österreich-Este, österreichischer Erzherzog, Hochmeister des deutschen Ordens († 1863)
- 16. Juli: Joachim Heinrich Wilhelm Wagener, deutscher Bankier und Mäzen († 1861)
- 21. Juli: Ernst von Grossi. deutscher Mediziner und Hochschullehrer († 1829)
- 24. Juli: John Fox Burgoyne, britischer Feldmarschall († 1871)
- 26. Juli: John Field, irischer Komponist und Pianist († 1837)
- 29. Juli: Jesse Wharton, US-amerikanischer Politiker († 1833)
- 01. August: Eugen von Mazenod, französischer, katholischer Heiliger und Ordensgründer († 1861)
- 06. August: Hermann Diedrich Piepenstock, deutscher Kaufmann und Fabrikant († 1843)
- 10. August: Charles James Napier, britischer General, Oberbefehlshaber der Truppen der Ostindien-Kompanie († 1853)
- 18. August: Marcellin de Marbot, französischer General († 1854)
- 22. August: Julius August von Bernuth, deutscher Beamter († 1857)
- 24. August: Kilian Joseph Fischer, deutscher römisch-katholischer Theologe († 1848)
- 03. September: Christian Ludwig Nitzsch, Mediziner und Biologe († 1837)
- 14. September: Christian Magnus Falsen, norwegischer Politiker († 1830)
- 16. September: Daoguang, Kaiser von China († 1850)
- 18. September: José Tomás Boves, venezolanischer Caudillo († 1814)
- 19. September: Karl von Fischer, deutscher Architekt († 1820)
- 19. September: Robert Henry Sale, englischer General († 1845)
- 23. September: Jacques Féréol Mazas, französischer Violinist und Violinpädagoge († 1849)
- 23. September: Maximilian zu Wied-Neuwied, deutscher Naturforscher und Ethnograph († 1867)
- 29. September: Heinrich Ernst von Hoff, deutscher Offizier und Beamter († 1851)

### Viertes Quartal
- 01. Oktober: Bernhard Joseph Docen, deutscher Germanist, Bibliothekar und Schriftsteller († 1828)
- 03. Oktober: David Johnson, US-amerikanischer Politiker († 1855)
- 06. Oktober: Karl August Weinhold, deutscher Mediziner († 1829)
- 07. Oktober: James Lucas Yeo, britischer Marineoffizier († 1818)
- 09. Oktober: Lewis Cass, US-amerikanischer Militäroffizier, Politiker und Außenminister († 1866)
- 11. Oktober: Steen Steensen Blicher, deutscher, evangelisch-lutherischer Pfarrer und dänischer Schriftsteller († 1848)
- 12. Oktober: Henry Dodge, US-amerikanischer Politiker († 1867)
- 14. Oktober: Anton Dominik Aschbacher, Tiroler Freiheitskämpfer († 1814)
- 14. Oktober: Christoph Friedrich Dörr, württembergischer Maler und Zeichenlehrer († 1841)
- 25. Oktober: Levi Lincoln junior, US-amerikanischer Politiker († 1868)
- 27. Oktober: Niccolò Paganini, italienischer Komponist und Geigenvirtuose († 1840)
- 01. November: Frederick John Robinson, britischer Politiker († 1859)
- 05. November: Iossif Iwanowitsch Charlemagne, russischer Architekt († 1861)
- 12. November: William Hendricks, US-amerikanischer Politiker († 1850)
- 13. November: Joseph Kornhäusel, österreichischer Architekt († 1860)
- 13. November: Esaias Tegnér, schwedischer Lyriker († 1846)
- 17. November: Conrad Graf, deutscher Klavierbauer († 1851)
- 26. November: Carl Karsten, deutscher Mineraloge und Metallurge († 1853)

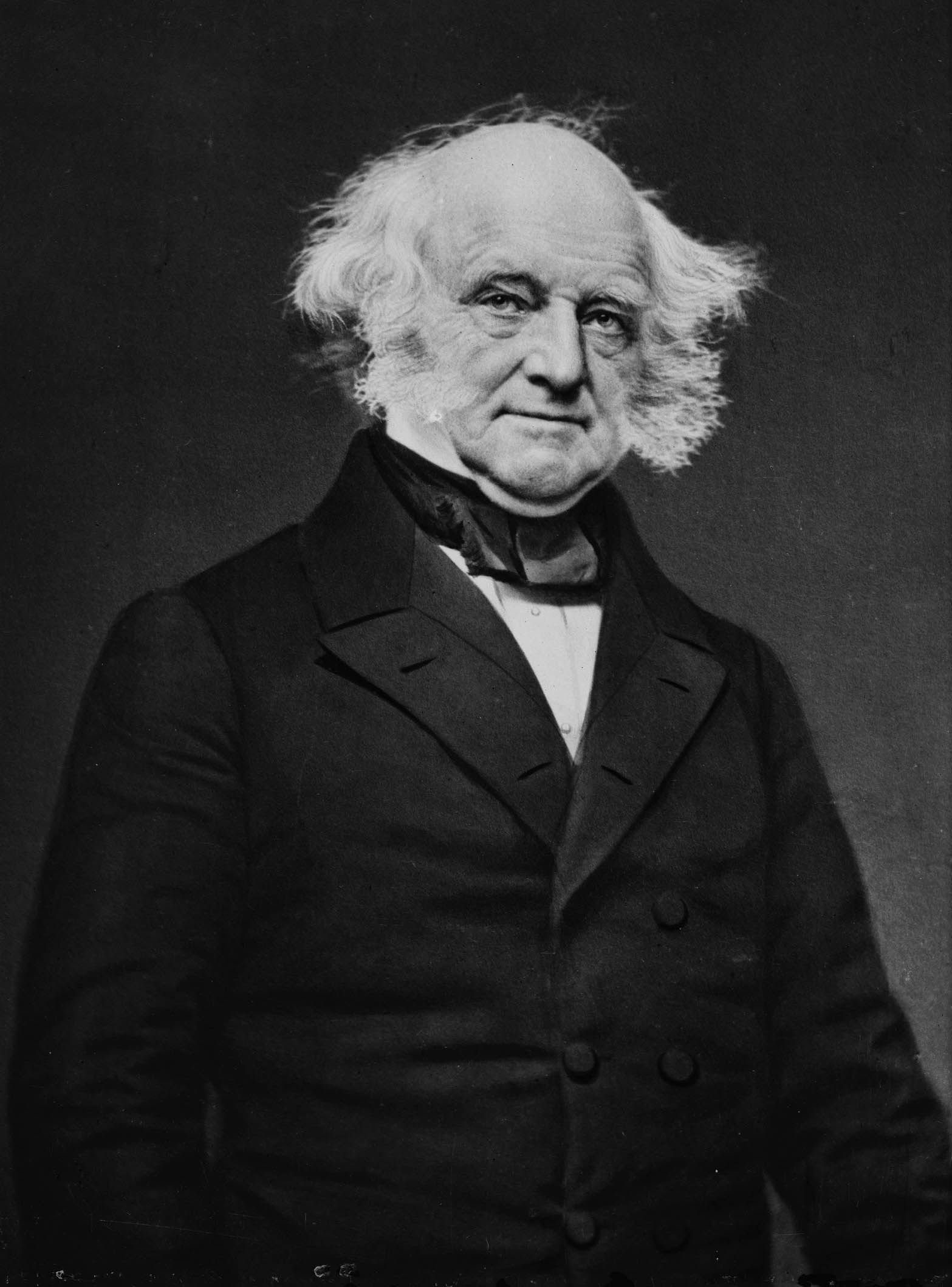
Martin Van Buren

- 05. Dezember: Martin Van Buren, US-amerikanischer Politiker und 8. Präsident der Vereinigten Staaten († 1862)
- 07. Dezember: Anton Apponyi von Nagy-Apponyi, österreichischer Diplomat († 1852)
- 08. Dezember: Johann Jakob Sulzer, Schweizer Glockengießer und Unternehmer († 1853)
- 16. Dezember: Louis-Barthélémy Pradher, französischer Pianist, Komponist und Musikpädagoge († 1843)
- 23. Dezember: William Armstrong, US-amerikanischer Politiker († 1865)
- 30. Dezember: Jonas Anton Hielm, norwegischer Jurist und Politiker († 1848)
- 31. Dezember: Jean-Pierre Sylvestre de Grateloup, französischer Arzt und Naturforscher († 1862)

### Genaues Geburtsdatum unbekannt
- William George Keith Elphinstone, britischer Generalmajor († 1842)
- George A. Waggaman, US-amerikanischer Politiker († 1843)

## Gestorben

### Januar bis April
- 01. Januar: Johann Christian Bach, deutscher Komponist (* 1735)
- 01. Januar: Juan Crespí, spanischer Franziskaner und Missionar (* 1721)
- 04. Januar: Ange-Jacques Gabriel, französischer Architekt (* 1698)
- 18. Januar: John Pringle, britischer Mediziner (* 1707)
- 20. Januar: Christian Ernst Simonetti, deutscher lutherischer Theologe (* 1700)
- 28. Januar: Jean-Baptiste Bourguignon d’Anville, französischer Geograf und Kartograf (* 1697)
- 09. Februar: Giuseppe Luigi Assemani, Priester, Orientalist und Liturgiker
- 10. Februar: Friedrich Christoph Oetinger, deutscher Theologe, führender Pietist (* 1702)
- 11. Februar: Phaungkaza Maung Maung, König des birmanischen Königreichs Ava (* 1763)
- 14. Februar: Manuel d’Amat i de Junyent, spanischer Offizier, hoher Beamter, Gouverneur von Chile und Vizekönig von Peru (* 1704 oder 1707)
- 16. Februar: Heinrich Carl von Schimmelmann, deutscher Politiker (* 1724)
- 01. März: John Treutlen, US-amerikanischer Politiker (* 1734)
- 16. März: Johann Friedrich Schönemann, deutscher Schauspieler und Theaterdirektor in Schwerin (* 1704)

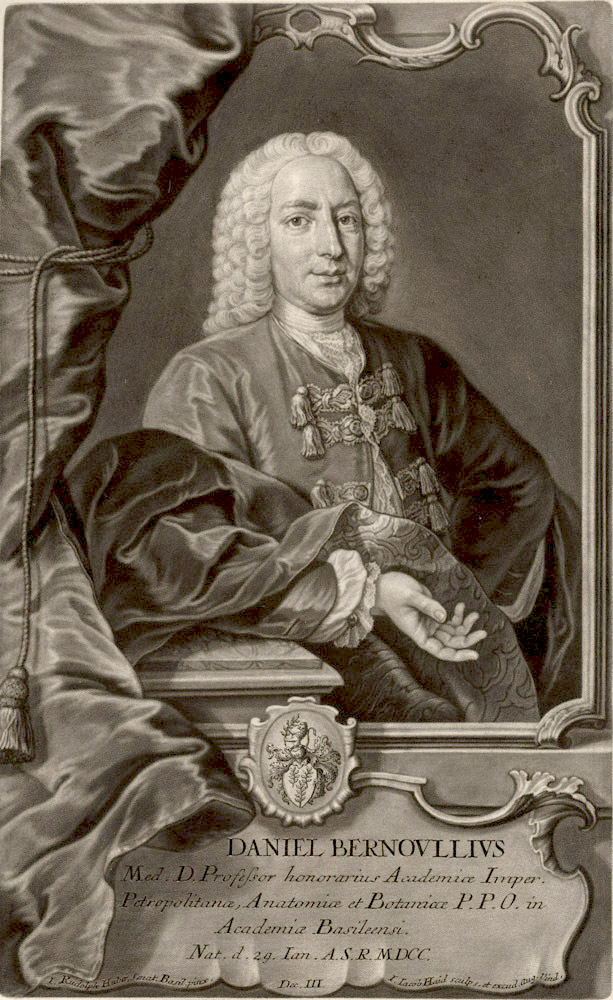
Daniel Bernoulli

- 17. März: Daniel Bernoulli, Schweizer Mathematiker und Physiker (* 1700)
- 18. März: Ernst Jakob Danovius, deutscher lutherischer Theologe (* 1741)
- 22. März: Joachim Martin Falbe, deutscher Bildhauer, Radierer und Zeichner (* 1709)
- 30. März: Johann Gehmacher, Salzburger Steinmetzmeister und Bildhauer (* 1716)
- 000März: Johan Vibe, norwegischer Dichter (* 1748)
- 06. April: Johann Tobias Krebs, deutscher Philologe und Pädagoge (* 1718)
- 06. April: Taksin, König von Siam (* 1734)
- 12. April: Pietro Metastasio, italienischer Dichter und Librettist (* 1698)
- 15. April: Henri-François de Treytorrens, Schweizer Kaufmann und Reeder (* 1729)
- 22. April: Josef Seger, böhmischer Komponist (* 1716)
- 27. April: John Campbell, 4. Earl of Loudoun, britischer Peer, Politiker und General (* 1705)

### Mai bis Juli
- 06. Mai: Johann Michael Strickner, österreichischer Steinmetzmeister und Bildhauer (* 1717)
- 08. Mai: Sebastião José de Carvalho e Melo, Marquês de Pombal, portugiesischer Regierungschef (* 1699)
- 13. Mai: Friedrich Albrecht Augusti, deutscher Theologe und Geistlicher (* 1691)
- 13. Mai: Johann August von Hellfeld, deutscher Rechtswissenschaftler (* 1717)
- 13. Mai: Daniel Solander, schwedischer Botaniker (* 1733)
- 15. Mai: Philipp Friedrich von Rieger, württembergischer General (* 1722)
- 15. Mai: Richard Wilson, walisischer Landschaftsmaler (* 1714)
- 20. Mai: Christoph Gottlieb Schröter, deutscher Komponist (* 1699)
- 22. Mai: Friederike Caroline Luise von Hessen-Darmstadt, Herzogin von Mecklenburg-Strelitz (* 1752)
- 22. Mai: Daniel Triller, deutscher Mediziner und Schriftsteller (* 1695)
- 22. Mai: Friedrich Gottlieb Zoller, deutscher Rechtswissenschaftler (* 1717)
- 24. Mai: Carl Heinrich von Peistel, deutscher Hymnograph und Pietist (* 1704)
- 24. Mai: Carl Friedrich Weidemann, deutscher Flötist und Komponist (* um 1704)
- 25. Mai: Johann Caspar Goethe, deutscher Jurist und Vater von Johann Wolfgang von Goethe (* 1710)
- 28. Mai: Ernst Friedrich Wernsdorf, deutscher lutherischer Theologe und Kirchenhistoriker (* 1718)
- 11. Juni: Juan de Torrezar Díaz y Pimienta, spanischer Offizier, Kolonialverwalter und Vizekönig von Neugranada (* nach 1700)
- 21. Juni: Georg Wilhelm von Hessen-Darmstadt, hessischer Prinz und General (* 1722)
- 24. Juni: Anna Göldi, Schweizer Magd, hingerichtet als eine der letzten Hexen Europas (* 1734)
- 01. Juli: Charles Watson-Wentworth, britischer Premierminister (* 1730)
- 15. Juli: Isaak Iselin, schweizerischer publizistisch tätiger Geschichtsphilosoph (* 1728)
- 21. Juli: Placidus von Camerloher, deutscher Komponist (* 1718)

### August bis Dezember
- 06. August: Nicolas Chédeville, französischer Komponist und Oboist (* 1705)

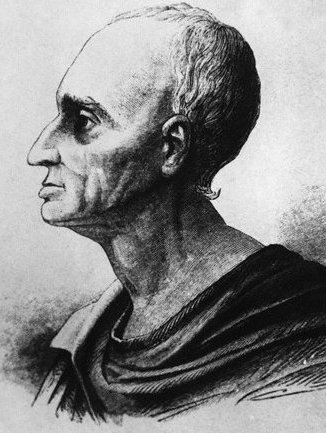
Andreas Sigismund Marggraf

- 07. August: Andreas Sigismund Marggraf, deutscher Chemiker (* 1709)
- 10. August: Johann Gottlob Thierbach, deutscher Pädagoge (* 1736)
- 14. August: Christian Gottfried Struensee, Rektor des Domgymnasiums Stephaneum in Halberstadt (* 1717)
- 19. August: Francesco de Mura, italienischer Maler (* 1696)
- 25. August: Marianne von Auenbrugger, österreichische Pianistin und Komponistin (* 1759)
- 27. August: Henriette Maria Luise von Hayn, deutsche Dichterin geistlicher Lieder (* 1724)
- 14. September: Nicholas Cooke, US-amerikanischer Politiker (* 1717)
- 16. September: Farinelli, italienischer Sänger (* 1705)
- 24. September: Jules Crozet, französischer Entdecker (* 1728)
- 02. Oktober:   Charles Lee, britischer Soldat, General der Kontinentalarmee im Amerikanischen Unabhängigkeitskrieg (* 1732)
- 23. Oktober: Joseph Riepel, österreichisch-deutscher Musiktheoretiker (* 1709)
- 09. November: Anna Dorothea Therbusch, deutsche Malerin (* 1721)
- 21. November: Jacques de Vaucanson, französischer Ingenieur, Erfinder und Flugpionier (* 1709)
- 24. November: Stefano Evodio Assemani, arabischer Orientalist (* 1711)
- 02. Dezember: Christian Friedrich Polz, deutscher Logiker und evangelischer Theologe (* 1714)
- 13. Dezember: Carl Friedrich Aichinger, deutscher Sprachwissenschaftler (* 1717)
- 13. Dezember: Christian Friedrich Boetius, deutscher Maler, Zeichner und Kupferstecher (* 1706)
- 26. Dezember: Wilhelm Anton von der Asseburg, Fürstbischof von Paderborn (* 1707)
- 26. Dezember: Scipione Borghese, Kardinal der katholischen Kirche (* 1734)

### Genaues Todesdatum unbekannt
- Friedrich Ludwig Abresch, niederländischer Philologe (* 1699)
- Anna Maria dal Violin, italienische Violinistin und Geigenpädagogin (* 1696)
- Emanuel Eichel, deutscher Kupferstecher (* 1717)
- Mathias Etenhueber, deutscher Dichter (* 1722)
- Franz Joseph Steinböck österreichischer Steinmetzmeister und Bildhauer, Obervorsteher der Wiener Bauhütte (* 1732)